# 銃・病原菌・鉄
『銃・病原菌・鉄』（じゅう・びょうげんきん・てつ）は、ジャレド・ダイアモンドによる1997年刊行の学際的なノンフィクション書籍。原題はGuns, Germs, and Steel: The Fates of Human Societiesといい、かつての原題はGuns, Germs and Steel: A Short History of Everybody for the Last 13,000 Yearsであった。草思社により2000年に刊行された翻訳にも「1万3000年にわたる人類史の謎」という副題が付けられている。1998年にピューリッツァー賞（一般ノンフィクション部門）とアベンティス科学図書賞を受賞した。この本に基づいたドキュメンタリーがナショナルジオグラフィック協会により制作され、2005年7月にPBSで放送された。
本書はユーラシアや北アフリカの文明がなぜ生き残り、他の文明を征服してきたのかについての説明を試みており、ユーラシアの覇権はユーラシアの知的、道徳的、または固有の遺伝的優位性に起因するものであるという考えに反論している。ダイアモンドは、人間社会の間の権力と技術の差は主に環境の差異に起因しており、これが様々なポジティブフィードバックのループにより増幅されると主張している。また、文化的あるいは遺伝的な差異がユーラシア人を有利にした場合（例えば、書記言語やユーラシア人の間での風土病に対する抵抗力の発達など）、そのような優位性は地理が社会や文化に影響を与えた（例えば、異なる文化間の商業や貿易を容易にするなど）ために生じたものであり、ユーラシア人のゲノムに生来あったものではないと主張している。
2003年の原著改訂版でエピローグの後ろに付け加えられた新たなあとがきと、2005年には「日本人とは何者だろう？」という章が追加された。

## 概要
プロローグは、ダイアモンドとニューギニアの政治家ヤリとの会話で始まる。会話は、ヤリの人々と200年間その地を支配してきたヨーロッパ人との間にある明らかな権力と技術の差、そのいずれもヨーロッパ人の遺伝的優位性によるものとは考えられない差に焦点をあてたものであった。ヤリは発明品や製造品を意味する現地の言葉「カーゴ」を用いて、「あなたがた白人は、たくさんのものを発達させてニューギニアに持ち込んだが、私たちニューギニア人には自分たちのものといえるものがほとんどない。それはなぜだろうか？」と尋ねた。
ダイアモンドは同じ質問が他の場所にも当てはまると気づいた。「ユーラシア大陸系の民族...が、世界の富と権力を支配している。」他の民族は植民地支配から脱却した今でも富と権力で遅れている。さらに「白人の入植者によって殺戮され、征服され、あるいは絶滅させられている」。
他の大陸の人々（サブサハラアフリカ、アメリカ先住民、オーストラリア先住民、ニューギニア人や熱帯東南アジアの原住民）は、大部分が征服され、強制退去させられ、いくつかの極端なケース（アメリカ先住民、オーストラリア先住民、南アフリカの先住民コイサン）では、ユーラシア人やバントゥーのような農耕ベースの社会により大部分が絶滅させられた。ダイアモンドは、これらの社会の技術的・免疫学的な優位性は最後の氷河期以後に農業が早くから生じたことに起因したと考えている。

### タイトル
この本のタイトルは、農耕をベースとした社会が他の地域の人々を征服し、時に数で圧倒的に劣るにもかかわらず支配を維持した手段に言及したものである。優れた武器は即時的な軍事的優位を提供した（銃）、ユーラシアの病気は免疫を持たない地域の人々を弱らせ、減少させ、支配を維持することを容易にした（病原菌）、耐久性のある輸送手段（鉄）は帝国主義を可能にした。
ダイアモンドは、安定した農耕社会の初期の発展に有利な地理的、気候的、環境的特徴が、最終的には農耕動物に特有の病気に対する免疫をもたらし、他者を支配することができる強力で組織化された国家の発展につながったと主張している。

### 説のあらまし
ダイアモンドは、ユーラシアの文明は巧妙さの産物ではなく、機会と必要の産物であると主張している。つまり、文明は優れた知性から生まれたものではなく、ある前提条件により可能となった発展の連鎖の結果である。
文明への第一歩は、遊牧的な狩猟採集から、根づいた農耕社会への移行である。この移行にはいくつかの条件が必要である。その条件は貯蔵に耐えうる高炭水化物の植物へのアクセス、貯蔵を可能にするのに十分乾燥した気候、そして家畜化するのに十分従順で、飼育下でも生き延びるのに十分な能力がある動物へのアクセスである。農作物や家畜を管理することで食料は余剰になる。余剰があることで人々は栄養補給以外の活動に専念することができ、人口増加を支えることができる。専門家と人口増加の組み合わせが、社会的・技術的革新の蓄積をもたらし、互いに積み重なっていく。大きな社会は支配階級とそれを支える官僚制を発展させ、これらが国民国家と帝国の機構につながる。
世界のいくつかの地域で農業が発達したが、ユーラシアでは家畜化に適した植物や動物種がより多く入手可能であったため、早くから優位に立つことができた。特にユーラシアには、オオムギ、2種類の小麦、タンパク質を豊富に含む3種類の食用豆果、織物用の亜麻、そしてヤギ、ヒツジ、ウシがある。ユーラシアの穀物はアメリカのトウモロコシや熱帯のバナナよりもタンパク質が豊富であり、種まきが簡単で、貯蔵も容易であった。
西アジアの初期の文明が交易を始めた際、彼らは隣り合う地域でさらに有用な動物を発見した。なかでも特に輸送用のウマやロバである。ダイアモンドは、ユーラシアで飼育されていた100ポンド (45 kg)以上の大型動物は13種であり、南米では1種（ラマとアルパカは同一種と数える）に過ぎず、その他の地域では全く飼育されていないことを確認している。オーストラリアと北アメリカでは更新世が終わった直後に有用な動物が人間の狩猟により絶滅したため、そのような動物が不足しており、ニューギニアで唯一家畜化された動物は約4000-5000年前のオーストロネシア人の入植時に東アジア大陸から来たものである。シマウマやアジアノロバを含むウマの生物学的な親戚は飼いならすことができないことが判明した。アフリカゾウは飼いならすことができるが、飼育下で繁殖させることは非常に困難である。ダイアモンドは、家畜化された種の数の少なさ（148の「候補」のうち14）をアンナ・カレーニナの原則の例（多くの有望な種は家畜化を妨げるいくつかの重要な問題のうち1つだけを持っている）を説明している。彼はまた、家畜化される可能性のある大型哺乳類がすべて家畜化されてきたという主張もしている。
ユーラシア人は皮や衣服やチーズのためにヤギやヒツジを、牛乳のために乳牛を、畑の耕起や輸送のために雄牛を、そしてブタやニワトリのような良い動物を家畜化した。ウマやラクダのような大型の家畜は、移動輸送のための軍事的・経済的な利点が大きかった。

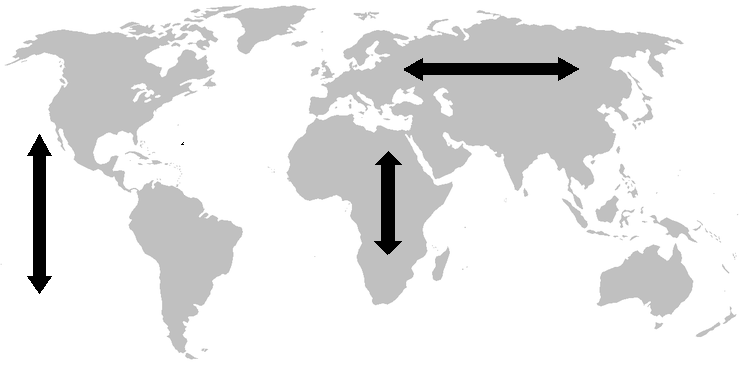
『銃・病原菌・鉄』におけるジャレド・ダイアモンドによる大陸の軸。

ユーラシアの広大な土地と東西に距離が長いことがこれらの利点を高めた。国土が広いことで家畜化に適した植物や動物の種類が増え、人々は技術革新と病気の両方を交換することができた。東西方向に長かったため、気候や季節のサイクルが似ており、大陸の1つの地域で飼育されていた品種を他の地域で使うことができた。アメリカではある緯度で飼育されていた作物を他の緯度で適応させることは困難であった（北米ではロッキー山脈の片側の作物をもう一方の片側に適応させることはあった）。同様に、アフリカも南北で気候が極端に変わり分断されており、1つの地域で繁栄した作物や動物は、他の地域との間の環境を生き残ることができなかったため、繁栄する可能性のある他の地域に到達することができなかった。ヨーロッパはユーラシアが東西方向に伸びていることによる利益を最終的に受けるものであった。紀元前1千年紀にはヨーロッパの地中海地域が南西アジアの動植物や農業技術を採用し、紀元1千年紀にヨーロッパの他の地域がそれに倣った。
豊かな食料の供給とそれを支える人口密集が分業を可能にした。職人やスクライブなどの非農業専門家の台頭は、経済成長と技術進歩を加速させた。これらの経済的・技術的優位性は、最終的にヨーロッパ人が本書のタイトルになっている銃と鉄を用いてここ数世紀の間に他の大陸の人々を征服するのを可能にした。
ユーラシアは人口密度が高く、交易が盛んで、家畜に近い場所で生活していたため、動物から人間への感染を含む病気が広範囲に伝播した。天然痘、麻疹、インフルエンザは動物と人間が近接していることにより発生した。自然選択により、ユーラシア人は様々な病原体に対する免疫力を身に付けなくてはならなかった。ヨーロッパ人がアメリカ大陸と接触したとき、ヨーロッパの病気（アメリカ人には免疫がなかった）は逆ではなくアメリカの先住民を襲った（病気の「交易」はアフリカと南アジアではもう少しバランスがとれていた。この地にはマラリアと黄熱病があり、「白人の墓場」と呼ばれる悪名高い地域であった。さらに梅毒はアメリカ大陸に起源を持つ可能性がある。ヨーロッパの病気（この本のタイトルの病原菌）は比較的人数の少ないヨーロッパ人がその支配を維持できるように、先住民族を滅ぼした。
ダイアモンドは、中国のような他のユーラシアの大国ではなく西ヨーロッパの社会が支配的な植民地化を行ってきた理由として地理的な説明を提案している。ヨーロッパの地理は山、川、海岸線といった自然の障壁が多く、こうした障壁に囲まれるより小さくより密集した国民国家が割拠するバルカニゼーションをもたらすと主張している。それぞれの小国は近隣国の脅威にさらされているため、経済的・技術的な進歩を抑制するような政府は、比較的早く打ち負かされることを防ぐために、すぐに誤りを修正しなければならなかった。地域を主導する勢力は刻々と変化し、ヨーロッパを統一するような支配者は登場しなかった。一方、ヨーロッパ以外の先進文化は、大規模で一枚岩の孤立した帝国を形成するような地理的条件のもとで発展した。こうした帝国には、例えば外航船の建造を禁止した中国のように誤った政策をとった際、考えを改めさせるような競争相手は存在しなかった。中国では王朝が技術の発展を止める決定を行うことがしばしばあったが、禁じられた技術は帝国の全土から消え失せ、以後発展することはなかった。一方、統一王朝のないヨーロッパでは、一つの国がある技術を抑圧しても、どこかの国がその技術を受け入れて発展させる余地があり、他国に取り残されることを避けるために他国の取り入れた技術は受け入れざるを得なかった。西ヨーロッパは、激しい農業が最終的に環境にダメージを与え、砂漠化を促し、土壌肥沃度を低下させた南西アジアよりも温暖な気候の恩恵を受けた。

### 農業

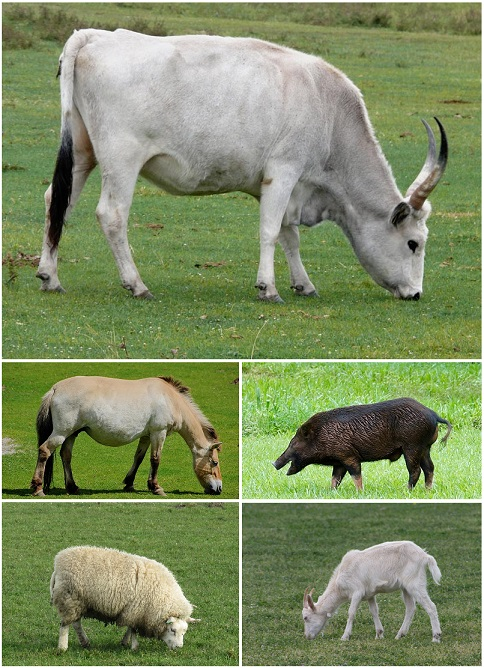
「ビッグファイブ」

都市は十分な食料供給を必要とし、それゆえ農業に依存していると主張している。農家が食料を供給する仕事をするため、分業が他の人に採掘や識字など他の機能を追求する自由を与えている。
農業の発展のための重大な罠は、家畜化に適した野生の食用植物を入手することができることである。肥沃な三日月地帯には栄養価が高く家畜化しやすい野生の小麦や豆類が豊富にあったため、農業が早くから始まっていた。対照的に、アメリカの農家はその可能性の高い祖先、テオシントから有用な食品としてのトウモロコシを開発するために苦労する必要があった。
また、狩猟採集社会から都市で生活する農耕社会への移行には、食肉や仕事、長距離のコミュニケーションのために飼育される「大型」の家畜の存在も重要であった。ダイアモンドは、世界に14種の家畜化された大型哺乳類がいると確認している。最も有用な5つ（ウシ、ウマ、ヒツジ、ヤギ、ブタ）はすべてユーラシアの固有種の子孫である。残りの9種のうち、ユーラシアの温帯地域以外の土地に固有種がいるのは2種（南米のラマやアルパカ）だけである。
アンナ・カレーニナの原則により、家畜化に適した動物は驚くほど少ない。ダイアモンドは、動物が十分に従順であること、群生すること、飼育下での繁殖を厭わない、社会的優位のヒエラルキーを持っているなど6つの基準を特定している。そのため、シマウマ、レイヨウ、アフリカスイギュウ、アフリカゾウなど多くのアフリカの哺乳類は家畜化されなかった（飼いならすことはできるが、飼育下での繁殖は容易ではない）。完新世の絶滅(en:Holocene extinction)で生き残っていれば候補種となっていたかもしれない大型動物相の多くが絶滅したが、ヒトを経験したことのない動物がすでに高度な狩猟技術を持っているヒトにさらされた大陸（アメリカ大陸やオーストラリア大陸など）では、絶滅のパターンがより深刻であると主張している。
イヌ、ネコ、ニワトリ、モルモットなどの小型の家畜は農業社会にとって様々な意味で価値があるかもしれないが、それだけでは大規模な農業社会を維持するのに十分ではない。その重要な例は、牛や馬などの大型動物を使い土地を耕すことであり、これによりヒトの筋力だけで行うよりも農作物の生産性が格段に上がり、土地や土壌の種類の範囲も格段に広がった。大型の家畜動物は物資や人の長距離輸送にも重要な役割を果たしており、それらを飼っている社会は軍事的にも経済的にもかなりの優位性を保持している。

### 地理
ダイアモンドは、地理が人口移動を形づけたと主張する。それは、単に旅行を（特に緯度により）難しくすることによってではなく、家畜動物がどこに容易に移動することができ、作物が太陽によりどこで理想的に容易に成長することができるかに影響を与えるかによってである。
最も有力なアフリカ単一起源説では、現代人はある時期にアフリカ大陸の大地溝帯の東側で発展したという説を支持する。サハラ砂漠は人が北に移動し肥沃な三日月地帯に行くのを妨げ、その後、ナイル川の渓谷に人が収容された。
ダイアモンドは、近代にいたるまでの人類の発展の物語を、テクノロジーの急速な発展とそれが世界中の狩猟採集文化に与えた悲惨な結果を通して描き続けている。
ダイアモンドは、過去500年間に支配力を持った大国が東アジア（特に中国）よりもむしろ西ヨーロッパであった理由に触れている。大規模な文明が生じたアジア地域は大規模で安定して孤立した帝国を形成するのに適した地理的特徴を持っていたが、変化への外圧に直面せずそれが停滞につながった。ヨーロッパの多くの自然障壁は競い合う国民国家の発展を可能にした。このような競争により、ヨーロッパは技術革新を奨励し、技術的停滞を回避することが助長された。

### 病原菌
後のヨーロッパ諸国によるアメリカ大陸の植民地化の文脈では、先住民の95%はヨーロッパ人が持ち込んだ病気により死んだと考えられている。多くは天然痘や麻疹などの伝染病により死んだ。オーストラリアや南アフリカでも同様の状況が見られた。オーストラリアのアボリジニやコイコイ人は天然痘、麻疹、インフルエンザなどの伝染病により多くが死んだ。
アメリカ大陸にあった病気によりヨーロッパ人が死ななかったのはなぜだろうか？　ダイアモンドは、これらの病気のほとんどは村や都市の人口密度の高い集団の中で発達し、維持されてきたのではないかと推測している。彼はまた、ほとんどの伝染病は家畜の同様の病気から進化したと述べている。農業に支えられた人口密度の増加と、家畜化された動物と人間の密接な関係を併せた効果により、動物の病気が人間に感染し、結果としてヨーロッパ社会は、ヨーロッパ人が自然淘汰により免疫を獲得する（黒死病やその他の伝染病参照）危険な病原体を、ネイティブアメリカンの狩猟採集民や農民よりも長い時間かけて獲得した。
ダイアモンドは、ヨーロッパのアフリカ進出を制限した熱帯病（主にマラリア）を例外として挙げている。また、固有の伝染病は東南アジアとニューギニアへのヨーロッパの植民地化の障害となっていた。

### 成功と失敗
『銃・病原菌・鉄』はなぜある集団が成功したのかに焦点を当てている。後に出版された本『文明崩壊――滅亡と存続の命運を分けるもの』では、ある集団が失敗する原因となった環境やその他の要因に焦点をあてている。

## 知的背景
1930年代、フランスのアナール学派は地理学、歴史学、社会学を総合して長期的な歴史構造の研究を行った。学者たちは地理、気候、土地利用の影響を検討した。米国では1960年代以降、地理学は学問としてほぼ排除されていたが、1990年代には地理学に基づく歴史学の理論がいくつか発表されている。
1991年、ジャレド・ダイアモンドは、『人間はどこまでチンパンジーか?――人類進化の栄光と翳り』（第4部）の中ですでに「なぜユーラシア人が他の文化を支配するようになったのか？」という問いについて考察している。

## 受容
アカデミックの世界による『銃・病原菌・鉄』の受け取り方は様々であった。
多くの人が本書の様々な主題を統合しているところを称賛しているが、扱う範囲が広いため不正確な点や過度に単純化した点が出てきてしまうところに注意を払っている。国際関係学者のアイヴァー・ノイマン(London School of Economics and Political Science)とEinar Wigen（オスロ大学）は自らの学際的な研究の箔として本書を使用している。彼らは「もちろん経験的な詳細は正しくなければならないが、この種の研究のための第1の基準は、細かいことに注意を払うことではない」と書いている。「ダイアモンドは、この大きさの問題複合体は根本的に複数の原因によるものでなければならず、そこで要素の1つの複合体、いわゆる生態学的なものに取り組むことにしたと明確に述べている」と発言し、ダイアモンドは、「すぐに彼が描いた異分野の専門家から激しい非難を浴びるようになった……同じ包括的な問題複合を理解するために誰かがダイアモンドの資料を解釈して、資料に追加するより良い方法を思いつくまで、彼の資料は世界のある一部が支配的になった理由に対する生態学的前提条件の中で利用可能な最高の対処法である」。歴史家Tom Tomlinsonは、最終的に『銃・病原菌・鉄』を称賛するレビューの中で、「自分自身に課した仕事の大きさを考えると、ダイアモンド教授が自分の議論を埋めるために非常に広範な筆力を使うことは避けられない」と書いている。
エモリー大学の歴史家Tonio Andradeは、ダイアモンドの著書は「あらゆる点でプロの歴史家を満足させないかもしれない」が、 「旧世界と新世界で起こった異なる発展について大胆で説得力のある説明をしている（彼はアフリカとユーラシアを分ける試みには説得力がない）」と書いている。歴史家J. R. McNeillはこの著書を称賛し、「国際関係の学生に先史時代が注目に値するものであると思わせることにおけるあり得ない成功」と述べているが、ダイアモンドは歴史の説明として地理学を誇張し、文化的自治を過小評価していると考えていた。Tonio AndradeはMcNeillのレビューを「おそらく、『銃・病原菌・鉄』に関するプロの世界史家の見解を最も公正かつ簡潔にまとめたもの」と評している。
本書の1つの批判は、本書が個人や文化的な選択と自治を軽視しているというものである。人類学者Jason Antrosioは、『銃・病原菌・鉄』を「アカデミック・ポルノ」の一形態と称し、「ダイアモンドの説明はヨーロッパによる支配のすべての要因を、遠く離れた偶然の歴史の産物にしている」、「人力（人々が決定をし、結果に影響を与える能力）の役割がほとんどない。ヨーロッパ人は意図せず偶然に征服者になる。原住民は彼らの運命に受動的に屈する」と書いている。さらに「ジャレド・ダイアモンドは人類史を語るうえで非常に大きな迷惑を与えている。彼は歴史の中での家畜化と農業の役割をとても歪めている。不幸なことに彼の物語を語る能力は非常に説得力があり、大学教育を受けた世代の読者を誘ってしまった」と加えている。
2000年に出版された最後の著書の中で、人類学者、地理学者のJames Morris Blautは環境決定論を復活させたことなどを理由に『銃・病原菌・鉄』を批判し、ダイアモンドを現代のヨーロッパ中心主義的歴史家の一例と評している。Blautはダイアモンドがユーラシア(Eurasia)や革新的(innovative)という用語を緩く使っていることを批判しているが、これを読者を誤解させ、中東やアジアで生じた技術的発明は西ヨーロッパによるものであると思い込ませるものと考えている。
アメリカ合衆国内務省のオーストリア学派の経済学者であるJohn Brätlandは、Journal of Libertarian Studiesの中で『銃・病原菌・鉄』は中央集権的な国家にのみ注目し個人行動を完全に無視していること、社会がどのように形成しているかを理解していないこと（社会は強大な政府なしには存在しないか形成されないと評価している）、社会が「人間の使用により枯渇したものを交換するために必要な希少性と行動の価値を合理的に計算する」ことを可能にする貨幣の交換などの様々な経済制度を無視していると非難している。代わりに高度な分業や私有財産権、貨幣交換がなかったためにイースター島のような社会は遊牧民の段階から複雑な社会へと発展することはできなかったと結論付けている。これらの要素はBrätlandによれば極めて重要であるが、ダイアモンドには無視されている。
他にも著者の農業革命に関する立場をめぐり批判がなされている。狩猟採集から農業への移行は必ずしも一方通行の過程ではない。狩猟採集は適応的な戦略であり、環境変化が農業家に極端な食料ストレスをもたらした場合も必要に応じて行われる可能性があると論じられている。実際、農業社会と狩猟採集社会の間に明確な線引きをすることは、特に過去1万年の間に農業が広く採用され、結果文化的に普及したことから時に困難である。
ノースウェスタン大学の経済史家Joel Mokyrは本書を「長期的な経済史への重要な貢献の1つであり、長期的な世界史の分野でビッグ・クエスションに取り組もうとする人には必須の書である」と称賛する一方、ダイアモンドの農業とテクノロジーの分析を批判している。
また英語圏の地理学者からはかなり批判的にみられており、「植民地主義の実践や差別構造の構築など、人間社会そのものの影響力がまったく加味されていない」などの批判がある。また著者の環境決定論的な記述が、人種差別的であるという指摘も存在する。J・フィリップ・ラシュトンは、本書の冒頭部分にあるニューギニアの政治家「ヤリ氏」が本当に実在するのか、また実際にダイヤモンドが記述したような会話があったのか疑問であるとしている。
一方で政治・経済関係では好意的に受け取る論者も多い。カリフォルニア大学バークレー校の経済史家Brad DeLongはブログ上で「完全で総じて天才の作品」と称している。ハーバード大学の国際関係の教授スティーヴン・ウォルトは、フォーリン・ポリシーの記事の中で本書を「気分を浮き立たせる読み物」と呼び、全ての国際関係を学ぶ学生が読むべき10冊の本に挙げている。タフツ大学の国際関係の教授であるDaniel W. Dreznerは、本書を国際経済史に関する必読書のトップ10に挙げている。また2003年版のエピローグには、ビル・ゲイツを始めとするアメリカの経済界で本書が人気を集めたという記述がある。経済人らは成功するビジネスモデルの参考として使われている。

### 日本における受容
日本語版においては、原著に含まれていた31枚の写真が掲載されていない。2010年4月4日に発表された朝日新聞読書面の「ゼロ年代の50冊」では、本書が2000年から2009年までに発行された書物で、最も優れた1冊として選ばれた。
2012年8月20日の時点で単行本で上巻29刷16万5千部、下巻23刷13万5千部、文庫版は上巻9刷14万6千部、下巻6刷12万1千部発行されている。草思社から刊行された日本語版には，2003年版の追加あとがきと2005年に追記された「日本人とは何者だろう？」は翻訳がなされていない。この章は日本語の起源や社会が朝鮮半島からの影響によって成立したというものであり、ダイアモンド自身は「日本人とは何者だろう？」の結論が日本と大韓民国双方から不人気であるとしており、その理由としては双方の国民が互いを嫌っているからとしている。

## 受賞
1997年にPhi Beta Kappa Award in Scienceを受賞した。1998年に、多くの学問分野を強力に統合していることが認められピューリッツァー賞 一般ノンフィクション部門と、王立学会のRhône-Poulenc Prize for Science Booksを受賞した。ナショナルジオグラフィック協会は、本書に基づいた同名のドキュメンタリーを制作し、2005年7月にPBSで放送された。

## 書誌情報
書籍
- 銃・病原菌・鉄(上)―― 1万3000年にわたる人類史の謎 - 草思社 (2000/10)、ISBN 	978-4-7942-1005-0

文庫版：草思社文庫(2012/02)、ISBN 978-4-7942-1878-0
- 銃・病原菌・鉄(下)―― 1万3000年にわたる人類史の謎 - 草思社 (2000/10)、ISBN  978-4-7942-1006-7

文庫版：草思社文庫(2012/02)、ISBN 978-4-7942-1879-7
DVD
- ナショナル ジオグラフィック『銃・病原菌・鉄』 - 日経ナショナル ジオグラフィック社 (2007/06) 、ISBN 978-4863130029

## 注
1. ↑  梅毒の起源については現在でも議論されている。ヒポクラテスが知っていたと考える研究者もいる。Keys, David (2007年). “English syphilis epidemic pre-dated European outbreaks by 150 years”.   Independent News and Media Limited. 2007年10月15日時点のオリジナルよりアーカイブ。2007年9月22日閲覧。コロンブスとその後継者によりアメリカ大陸から持ち込まれたと考える者もいる。MacKenzie, D. (2008年1月). “Columbus blamed for spread of syphilis”. NewScientist.com news service. 2020年4月閲覧。 エラー: 閲覧日は年・月・日のすべてを記入してください。

## 関連書籍
- ウィリアム・ハーディー・マクニール (1976)、 『疫病と世界史』（佐々木昭夫訳、新潮社, 1985年／中公文庫（上下）, 2007年）